# Platerodrilus paradoxus
Platerodrilus paradoxus là một loài bọ cánh cứng trong họ Lycidae. Loài này được Mjoeberg miêu tả khoa học năm 1926.